# Georg Foerster (Richter)
Georg Foerster (* 29. Oktober 1844 in Posen; † 27. September 1916) war ein deutscher Reichsgerichtsrat.

## Leben
Der Sohn eines Kreisgerichtsrats aus Schweidnitz begann Jura in Heidelberg zu studieren. Er war evangelisch. In seiner Studentenzeit war er seit 1865 Mitglied des Corps Silesia Breslau. 1867 wurde er auf den preußischen Landesherrn vereidigt. Im Deutsch-Französischen Krieg wurde er mit dem Eisernen Kreuz II. Klasse ausgezeichnet. 1875 wurde er Stadt- und Kreisrichter. 1879 erfolgte die Ernennung zum Amtsrichter. 1882 wurde er Staatsanwalt und 1889 zum I. Staatsanwalt befördert. 1896 kam er an das Reichsgericht. Er war im III. Strafsenat tätig. Er trat 1910 in den Ruhestand. Foerster war Mitglied der Magdeburger Freimaurerloge Ferdinand zur Glückseligkeit.